# Argyrolepidia stilbalis
Argyrolepidia stilbalis är en fjärilsart som beskrevs av Jordan 1930. Argyrolepidia stilbalis ingår i släktet Argyrolepidia och familjen nattflyn. Inga underarter finns listade i Catalogue of Life.